# Larry Spruch
Larry Spruch (* 1. Januar 1923 in Brooklyn, New York City; † 10. August 2006 in New York City) war ein US-amerikanischer Physiker, der sich mit theoretischer Atomphysik beschäftigte.

## Leben
Spruch studierte am Brooklyn College (Bachelor-Abschluss 1943) und wurde 1948 bei Leonard Schiff an der University of Pennsylvania promoviert mit einer Arbeit über den Betazerfall von Tritium. Danach war er zwei Jahre als Post-Doc am Massachusetts Institute of Technology, wo er sich bei Herman Feshbach und Victor Weisskopf mit Kernphysik beschäftigte. 1950 wurde er Assistant Professor, 1955 Associate Professor und 1961 Professor an der New York University, wo er 1994 emeritiert wurde, seine Forschungen aber fortsetzte. Er war Gastwissenschaftler am University College London (1963/64), am Institut für Astrophysik in Paris (1969), am Harvard College Observatory (1977/78) und war 1982/82 am Institute for Advanced Study. Spruch war 1959 bis 1966 beim Lawrence Livermore National Laboratory und 1979 beim Los Alamos National Laboratory beratend tätig.

## Werk
Spruch begann als Kernphysiker und befasste sich vor allem mit Atomphysik, aber auch mit deren Anwendung in der Astrophysik. In den 1950er Jahren wandte er unter anderem von Feshbach entwickelte Methoden aus der Kernstreuung in der Atomphysik an und führte (mit Kollegen wie Thomas F. O’Malley und Yukap Hahn) Variationsprinzipien (nach Walter Kohn) für Wenig-Teilchen-Streuprozesse in der Atomphysik ein. Mit seinen Schülern baute er das in den 1960er Jahren aus und leitete zum Beispiel Schranken für die Streulängen aus Variationsprinzipien ab. Die Untersuchung von Streuprozessen mit Variationsprinzipien in der Atomphysik wurde dadurch auf eine ebenso feste Grundlage gestellt wie die Theorie gebundener Zustände mit Ritz-Variationsprinzipien. Einen allgemeinen Formalismus für die Berechnung der unterschiedlichsten atomphysikalischen Größen mit Variationsprinzipien stellte er 1983 mit Kollegen in einem Artikel in Reviews of Modern Physics dar.
1961 wandte er mit O’Malley und Leonard Rosenberg die Theorie der effektiven Reichweite (die für diesen Fall modifiziert werden muss) auf die Streuung von Elektronen und anderen geladenen Teilchen an (durch die Wechselwirkung polarisierten) Atomen.
Mit E. Kelsey zeigte er 1978 wie Verzögerungseffekte in hochangeregten Rydberg-Atomen das Potential vom üblichen {\displaystyle r^{-4}} zum {\displaystyle r^{-5}} Typ modifizieren. Die Effekte sind quantenelektrodynamischer Natur und stellen Verallgemeinerungen des Casimir-Effekts dar. Später entwickelte er auch halbklassische Theorien für einfachere Erklärungen und Abschätzungen Casimir-artigen Effekte der Atomphysik.
1968 wurde er Fellow der American Physical Society (APS). 1985 erhielt er einen Senior Humboldt Award. 1992 erhielt er den Davisson-Germer-Preis der APS. In der Laudatio wurden seine zahlreichen Beiträge in verschiedenen Bereichen der Atomphysik hervorgehoben, einschließlich Variationsprinzipien und -schranken, Theorie der effektiven Reichweite, statistische Modelle des Atoms, Kollisionen mit Neuanordnung der Streupartner (Rearrangement Collisions), Verzögerungseffekte.
Mit seiner Frau Grace Marmor Spruch, die ebenfalls Physikerin ist, schrieb er zwei populärwissenschaftliche Bücher.

## Schriften
- Minimal principles in scattering theory, in Brittin, Downs, Downs (Hrsg.) Lectures in theoretical physics Bd. 4, Boulder 1961, Interscience 1962, S. 161–263
- mit Grace Marmor Spruch: The ubiquitous atom, Scribner 1974
- mit Grace Spruch: 21 Astounding Science Quizzes, Barnes and Noble Books, New York 1982
- mit E.Gerjuoy, A. R. P. Rau: A unified formulation of the construction of variational principles, Rev.Mod. Phys., Bd. 55, 1983, S. 725
- Pedagogical notes on Thomas-Fermi theory (and on some improvements): atoms, stars, and the stability of bulk matter, Rev. Mod. Phys., Bd. 63, 1991, S. 151–209
- mit Robin Shakeshaft: Mechanisms for charge transfer (or for the capture of any light particle) at asymptotically high impact velocities, Rev. Mod. Phys., Bd. 51, 1979, S. 369 (rearrangement collisions)
- Retarded, or Casimir, Long-Range Forces, Physics Today, Bd. 39, November 1986

## Verweise
1. ↑  Yukap Hahn zu den Arbeiten von Spruch und seiner Schule über Variationsprinzipien für Streuparameter, Webseite in Erinnerung an Spruch an der New York University, siehe Weblinks
2. ↑  T. F. O’Malley, L. Rosenberg, Spruch: Modification of Effective-Range Theory in the Presence of a Long-Range {\displaystyle r^{-4}} Potential, J. Math. Phys. Bd. 2, 1961, S. 491, dieselben Low energy scattering of a charged particle by a neutral polarizable system, Phys. Rev. Bd. 125, 1962, S. 1300
3. ↑  Kelsey, Spruch: Retardation effects on high Rydberg states: A retarded {\displaystyle r^{-5}} polarization potential, Phys. Rev. A, Bd. 18, 1978, S. 15, dieselben Vacuum fluctuation and retardation effects on long-range potentials, Phys. Rev. A, Bd. 18, 1978, S. 845
4. ↑  Beziehungsweise Casimir-Polder-Effekte. Sie wirken zwischen zwei polarisierbaren Körpern, Casimir-Effekte zwischen zwei Oberflächen
5. ↑  Thomas-Fermi-Theorie
6. ↑  numerous contributions to many areas of atomic physics, including variational principles and bounds, effective-range theory, statistical models of the atom, rearrangement collisions, and retardation effects.

| Personendaten    | Personendaten              |
| ---------------- | -------------------------- |
| NAME             | Spruch, Larry              |
| KURZBESCHREIBUNG | US-amerikanischer Physiker |
| GEBURTSDATUM     | 1. Januar 1923             |
| GEBURTSORT       | Brooklyn                   |
| STERBEDATUM      | 10. August 2006            |
| STERBEORT        | New York City              |